# NGC 3313
NGC 3313 este o emission-line galaxy⁠(d) situată în constelația Hidra. A fost descoperită în 1886 de către Ormond Stone⁠(d). Se află la o distanță de 52,88 de megaparseci de Pământ.